# Moneda de doce céntimos y medio de bolívar
La locha fue una moneda fraccionaria venezolana de curso legal desde 1879 hasta la reconversión monetaria del 20 de agosto de 2018, que equivalía a dos centavos y medio de bolívar (doce céntimos y medio). Es de hacer notar que el bolívar como unidad monetaria de Venezuela, está dividido en 100 céntimos y la moneda fraccionaria de menor denominación en el siglo XX era el ‟centavo” que equivalía a cinco céntimos de bolívar.
La locha o cuartillo, como se le llamaba coloquialmente, era una moneda de cuproníquel que representaba la octava parte de un bolívar, es decir que se debían poner ocho lochas sobre la mesa para completar un bolívar; así como también representaba la cuarta parte de un real (moneda fraccionaria del bolívar equivalente a cincuenta céntimos).
Pues bien, en 1877, al ponerse en circulación la fracción precisa de dos centavos y medio, empezó a formarse la designación de locha, nombre afortunado que paulatinamente fue imponiéndose hasta ser de uso general. La última emisión de la locha por la autoridad monetaria, Banco Central de Venezuela (BCV), fue en el año 2007, esta acuñación de monedas poseían un diámetro de 23 mm y un grosor de 1,30 mm. Su composición era de acero enchapado en níquel; el canto (borde externo) poseía un diseño estéticamente liso.
Su valor comercial para finales de los años 1920´s se puede deducir de este pasaje literario:
‟Y le encendí una vela -¡de a locha!- que era toda la luz.”
GALLEGOS, Rómulo, Doña Bárbara

## Etimología
Locha es un venezolanismo que nace de la contracción de la palabra española ochavo. Sobre una base ochavo (‘octava parte de la unidad de plata’) con la contracción del artículo la ochava > lochava; y luego al apocopar la última sílaba, fenómeno común en el lenguaje popular en Venezuela, ha resultado locha, sustantivo al que se le ha antepuesto luego el artículo cuando es preciso (la locha) como en tantos casos.
Así: la ochava > lochava > locha > la locha.

## Historia

### Período Colonial
La moneda venezolana está influenciada por el período colonial que arranca desde la llegada de Cristóbal Colón en 1498 hasta 1811 cuando se declara la independencia de la corona española. Para ese entonces la moneda de mayor poder comercial a nivel mundial era el Real de a Ocho, también conocido como Peso Fuerte o Peso Duro, estuvo como única moneda de curso legal en la Capitanía General de Venezuela hasta 1811, el real español de plata fue distribuido en Venezuela siendo emitidos o puestos en circulación en las denominaciones de ¼, ½, 1, 2, 4 y 8 reales.

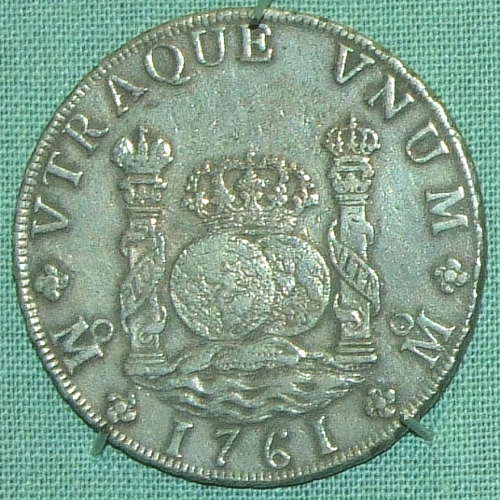
Real de a ocho español

El uso de ochava en relación con la moneda peninsular o como medida fraccionaria de plata es tradicional en la lengua española y comienza, por lo menos desde el siglo XVI, testimoniada por Gonzalo Fernández de Oviedo, como “octava parte de la onza, en el marco que sirve para el peso de la plata”. En documento fechado en Valladolid, el 20 de diciembre de 1600, se lee:
«... y son por rraçon de una salta de plata labrada blanca que pesa tres marcos y quatro onzas menos una ochava a precio de ocho ducados cada marco que monta doscientos y sesenta y dos rreales y medio y un medio salero de plata dorada que pesa un marco menos cinco ochavas a ocho ducados el marco...». Sic.

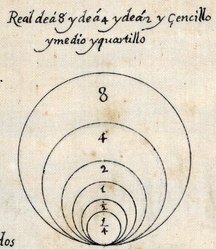
Tamaños relativos del "Real de á 8 y de á 4 y de á 2 y çencillo y medio y quartillo.

Según este otro documento (en la imagen) que data de 1657, los tamaños relativos de las monedas de plata castellanas estaban entre ¼ y 8 reales, podemos apreciar que la moneda de ¼ de Real, denominada cuartillo, era la de más baja denominación de esa serie y se tenían que reunir ocho cuartillos para completar una moneda de dos reales.
En 1802, se abrió una casa de moneda en Caracas y se emitieron nuevas monedas de 1/8 (puya) y ¼ (cuartillo) de real en cobre. En 1810 se emitieron también monedas de 1 y 2 reales, estas últimas acuñadas en plata.

### Guerra de Independencia
El papel moneda fue introducido en 1811 por el gobierno republicano, denominados en reales y pesos. En 1812, los republicanos emitieron monedas de cobre por valor de 1/8 y 1/4 de real, y monedas de plata de ½ (medio) y 1 real. Desde 1813, las provincias realistas de Guayana y Maracaibo emitieron monedas de 1/8 y 1/4 de real en cobre. Los realistas emitieron en plata monedas de 1, 2 y 4 reales entre 1817 y 1821. El real colombiano fue distribuido en Venezuela desde 1821 hasta 1831, durante ese período Venezuela fue parte de la Gran Colombia, las monedas de plata de 1/4 de real colombiano (cuartillo) fueron acuñadas en Caracas.

### Período Republicano Post Colombiano
En 1837, el real colombiano fue sustituido por el peso neogranadino (subdividido en 8 reales), a su vez en 1843, el real venezolano, que poseía paridad con el real de la República de la Nueva Granada, fue reemplazado por el peso venezolano (subdividido en 10 reales). Las últimas monedas denominadas en reales fueron acuñadas en 1863.
El venezolano fue la moneda de curso legal entre los años 1871 y 1879, en sustitución del peso venezolano o fuerte, la ley de acuñación venezolana del 31 de marzo de 1879, estableció al bolívar como moneda oficial, bajo el Gobierno del Presidente Antonio Guzmán Blanco. Sin embargo, el venezolano, el peso y el real junto a sus monedas fraccionarias siguieron circulando de forma paralela o clandestina por un tiempo más mientras se imponía la nueva moneda.

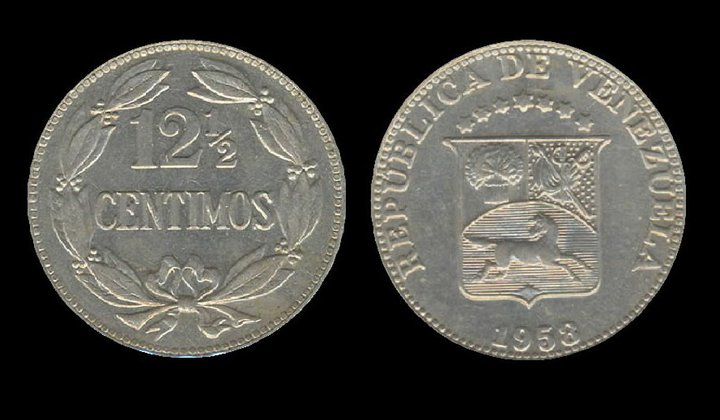
Locha acuñada en 1953.

Al implantarse el bolívar (VEB) como moneda nacional, el nombre real quedó sólo como denominación de la moneda fraccionaria de 50 céntimos; la mitad de un real (25 céntimos) se denominó medio real y la mitad de un medio (12 ½ céntimos) se denominó cuartillo de real o locha. Una locha equivalía en valor a "1/8 de bolívar", "2 1/2 centavos" o "1/4 de real"; estas monedas fueron acuñadas en Alemania, Estados Unidos y España en los años 1896, 1925, 1927, 1929, 1936, 1938, 1944, 1945, 1946, 1948, 1958 y 1969. En Valencia se le denominó zagaletona, pero esta denominación fue desechada en favor de locha.
 

De esta forma llegamos al origen de la denominación vulgar de la moneda de doce céntimos y medio. El lingüista e historiador venezolano Baldomero Rivodó, en 1889, define la voz ‟locha” como quien ha visto formarse tal designación:
«Llaman así a una nueva moneda de níquel de valor equivalente a un octavo de franco o de peseta (bolívar)»

## Actualidad
En 1971, se fabricaron monedas de cuproníquel de 10 céntimos puestas en circulación para reemplazar a las antiguas monedas de los 12½ céntimos fabricadas en España por última vez en 1969, pero nunca puestas en circulación. El aumento de la inflación a partir de 1983 y la posterior hiperinflación, depreciaron el valor de todas las monedas y billetes del país en relación con el valor de sus materiales de fabricación; esta depreciación condujo a su total abandono. Ninguna locha se acuñó después de la década de 1970 hasta 2007.
Las últimas monedas de 12½ céntimos fueron acuñadas por la Casa de la Moneda de Venezuela en el año 2007 durante la vigencia del bolívar fuerte (VEF) y circularon hasta 2018 cuando entró en circulación el nuevo bolívar soberano (VES).
Para el 26 de noviembre de 2020 la paridad cambiaria entre el dólar americano y el bolívar (VES) es la siguiente:
1.     Al cambio oficial US$ 1 equivale a Bs. 926.916,92
2.     Al cambio libre (mercado paralelo) US$ 1 equivale a Bs. 1.015.000,00
Por tal razón un ciudadano tendría que poner hipotéticamente 8.120.000 (ocho millones ciento veinte mil) lochas para comprar un dólar americano en el mercado paralelo de divisas venezolano. A todo lo anterior debemos agregar, que ha habido dos reconversiones del bolívar, en la primera de 2008 se le quitaron tres ceros y en la segunda de 2018 se le quitaron cinco ceros, por lo tanto, si calculamos el precio de un dólar americano en función del valor de un bolívar VEB de 1879 a 2007 tendríamos que poner la asombrosa cantidad de 8.120.000X108, es decir: 8122000.0001000.000 (ochocientos doce billones de lochas)

## En la cultura popular
- ME CAYÓ LA LOCHA: expresión que hoy se usa para decir que uno cayó en cuenta o entendió algo.[30]
- PAN DE A LOCHA: pan salado, con costra suave no muy dorada. Su nombre se debe al precio que tenían cuando se conseguían en las panaderías a comienzos y mediados del siglo XX.[30]
- LA PREGUNTA DE LAS SESENTA Y CUATRO  MIL LOCHAS: expresión para una interrogante difícil de resolver, que se originó en un programa televisivo de Venezuela, en el cual la última pregunta y la de mayor dificultad, tenía un premio de esas características, que equivalia a Bs 8.000,oo y que era una fortuna para la época.[30]
- EN LA LUCHA POR LA LOCHA DE LA LECHE: Así se llamó el movimiento de consumidores que, a mediados de la década de los 1960, se opuso y enfrentó al anuncio por parte de los productores de que el litro de leche pasaría de costar real y medio, a costar real y medio y cuartillo, debido a una decisión gubernamental. Actualmente significa que nos encontramos trabajando duro para ganar poco dinero.[30]
- A TRES POR LOCHA, O DE A TRES POR LOCHA: es cuando algo existe en demasía.[1]
- VALER TRES LOCHAS: es cuando algo cuesta muy poco dinero o es muy barato.[1]